# Per Krafft der Jüngere

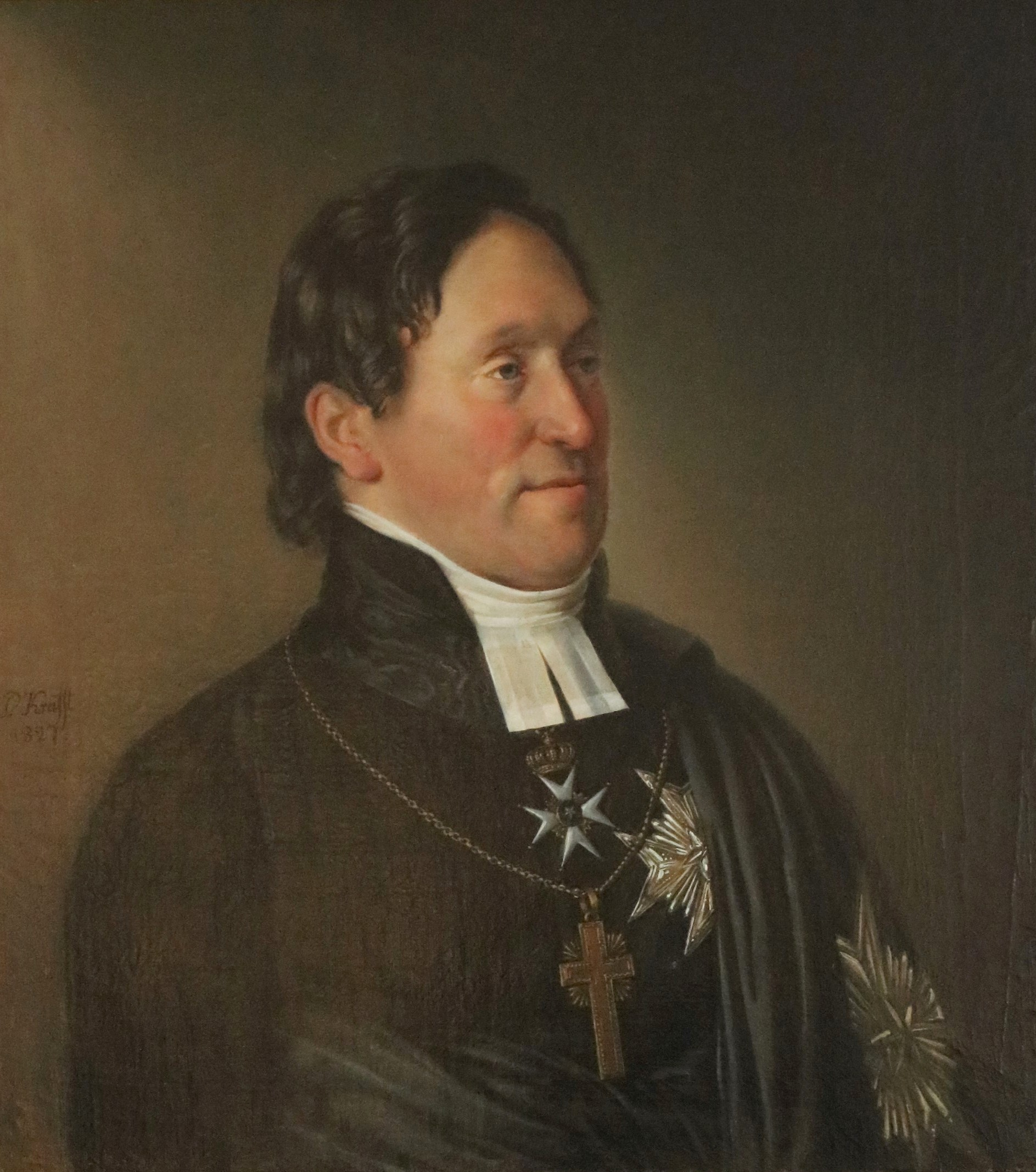
Per Krafft der Jüngere: Erzbischof Carl Fredrik af Wingård, 1827.

Per Krafft der Jüngere (* 1. November 1777 in Stockholm; † 12. November 1863 ebenda) war ein schwedischer Maler, Zeichner und Lithograf, der vor allem als Porträtmaler bekannt wurde.

## Leben
Sein Vater war Per Krafft der Ältere († 1793). Bereits als Sechsjähriger begann er 1783 die Ausbildung an der Kungliga Konstakademien. Von 1796 bis 1799 studierte er in Paris unter Jacques-Louis David; anschließend hielt er sich für fünf Jahre in Italien auf. 1805 wurde Krafft zum Hofmaler ernannt, 1807 erhielt er eine Vizeprofessur an der Kungliga Konstakademien. Von 1818 bis 1856 war er dort Professor für Zeichnung.
Krafft malte mehr als 400 Porträts und etwa hundert weitere Bilder, unter anderem Schlachten- und Historiengemälde. Sein Stil gilt als realistisch.
Verheiratet war er mit der Malerin Brita Sofia Robsahm (1784–1854).